# Kbkg wz. 1960
Kbkg wz. 1960（ポーランド語: Karabinek-granatnik wzór 1960）は、ポーランドが自国製のAK-47アサルトライフルにライフルグレネードの発射能力を付与したものである。PMK-DGN-60とも表記される。

## 概要
wz. 1960は基本的にポーランドで生産されたAK-47（PMK）そのものであるが、銃身とガスシリンダーを繋ぐガスブロックの右側面には手動式のバルブが設けられており、ライフルグレネードを発射する際にはバルブを閉じて発射ガスがガスシリンダーに流れ込まないようにすることができる。換言すれば、この発射ガス遮断機構が無いAK-47はライフルグレネードに対応できない。すなわち重い擲弾の影響で発射ガスの腔圧が高まり、これを受けたガスピストンが激しく作動するため、射手にとって非常に危険である。wz. 1960のガスバルブはつまみに指をかけてひねることで操作され、つまみが水平位置にあると開通（通常射撃）、垂直位置にあると遮断（グレネード発射）となる。
銃床の肩パッドにはライフルグレネード発射時の衝撃を緩和するためのラバーパッドを装着可能となっているほか、銃本体のリアサイト基部左側面にライフルグレネード用の照準器を装着可能としている。フロントサイトにかぶせる形状のライフルグレネード用照準器も存在する。
ライフルグレネードを発射する際には、銃口部分のねじに専用のソケットアダプター（UNM wz. 1943/60）をねじ込むとともに、ライフルグレネード専用の空包を使用する必要がある。空砲は通常10連発の専用マガジンに装填されるが、安全のため、空砲用マガジンは実包を誤って装填することができない形状になっている。
1970年代には銃床をワンタッチで取り外すことができるKbkg wz. 1960/72も生産された。

## ライフルグレネード
Kbkg wz. 1960で運用されるライフルグレネードはすべてソケット式である。銃の先端部に装着されたソケットアダプターをグレネード底部に差し込んで装填し、専用の空包を使用して発射する。
wz. 1960で運用するライフルグレネードは以下の通り。
| 名前    | 種類       | 重量 | 直径 | 全長  | 射程 | 備考                                                                   |
| ------- | ---------- | ---- | ---- | ----- | ---- | ---------------------------------------------------------------------- |
| F-1N-60 | 対人榴弾   | 780g | 60mm | 260mm | 200m | 弾頭はソ連製F1手榴弾のものを流用。                                     |
| PGN-60  | 成形炸薬弾 | 556g | 68mm | 400mm | 100m | 最大200mmの均質圧延装甲板を貫通。                                      |
| KGN     | 対人榴弾   | 460g | 60mm | 240mm | 340m | F-1N-60の後継として開発された。対人危害半径は7m                        |
| DGN     | 煙幕弾     | 630g | 54mm | 390mm | 200m | 発煙時間は10秒                                                         |
| CGN     | 訓練弾     | 260g | 30mm | 265mm | 600m | 砲兵用の訓練弾。火砲にwz. 1960と専用の照準器を装着して模擬訓練を行う。 |